# Fenylethylamin
Fenylethylamin (mimo chemii fenyletylamin dle PČP), zkratkou FEA (v angličtině PEA), je strukturně nejjednodušší a přitom velmi účinný hormon a alkaloid skupiny amfetaminu. Je základní látkou, od níž je odvozeno několik stovek různých podobných organických sloučenin, jak přírodních, tak syntetických, většinou s významnými psychotropními vlastnostmi. V čistém stavu je to bezbarvá kapalina, na vzduchu tvořící pevný uhličitan reakcí s oxidem uhličitým. Někdy bývá také označován jako „droga zamilovaných“.

## Výskyt
Fenylethylamin je produkován septem limbického systému mozku v řídící centrále pocitů, což je část mozku zodpovědná za veškeré emoce. Ve větším množství je jako alkaloid obsažen např. v listech brukve zelné (Brassica oleracea, zelí, květák apod.) a to v množství 2 až 9 ppm a ve jmelí bílém (Viscum album).
Je obsažen i v jiných přírodních zdrojích, včetně potravin, zejména prošlých mikrobiální fermentací (např. v čokoládě). Předpokládalo se, že při konzumaci ve větším množství může dojít k psychotropním efektům, ale látka je v těle rychle enzymaticky odbourávána enzymem MAO-B, což zabraňuje tomu, aby se dostala ve větším množství do mozku.

## Vznik a příprava
V organismech, včetně lidského, vzniká enzymatickou dekarboxylací aminokyseliny fenylalaninu
Chemická syntéza spočívá v přípravě nitrostyrenu z  benzaldehydu a nitromethanu
který hydrogenací přechází na fenylethylamin

## Deriváty fenylethylaminu
Různě substituované molekuly fenylethylaminu patří mj. k významným bioorganickým sloučeninám, jejichž přehled je v připojeném schématu.
Mezi tyto látky patří různé Stimulanty, halucinogeny, antidepresivum, léčiva na rozšiřování průdušek (např. proti astmatu) a jiné. Jedná se například o:
- Adrenalin
- Amfetamin
- Metamfetamin
- Mezkalin
- DOM
- DOB
- MBDB
- MDA
- MDMA
- PMA
- TMA-2
- 2C-B
- 2C-B-fly
- Bromo-DragonFLY
- 2C-E
- 2C-I
- 2C-H
- 2C-P
- 2C-T
- 2C-T-2
- 4-MTA
- 25I-NBOMe

## Fyziologické působení
V lidském mozku slouží jako neuromodulátor a neurotransmiter.
Ve větším množství je jedovatý. Při podání intraperitoneálně je smrtelná dávka LD50 u myší 175 mg/kg, při subkutánním 320 mg/kg a intravenosním 100 mg/kg.